# Bonnie Berger

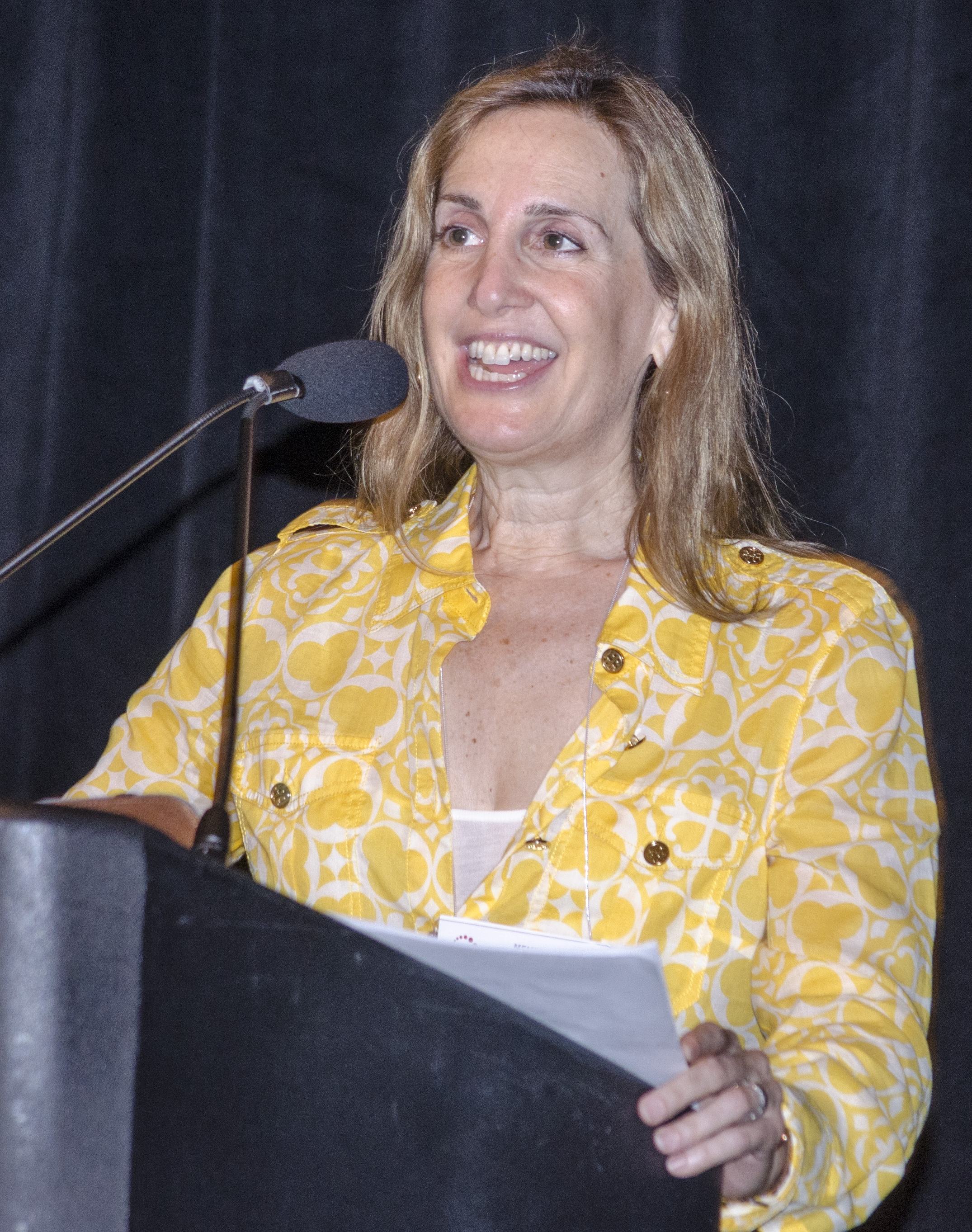
Bonnie Berger (2014)

Bonnie Anne Berger ist eine amerikanische Mathematikerin und Informatikerin. Sie ist Professorin für Mathematik und Professorin für Elektrotechnik und Informatik am Massachusetts Institute of Technology. Ihre Forschungsinteressen liegen in den Bereichen Algorithmen, Bioinformatik und computergestützte Molekularbiologie.

## Studium
Berger absolvierte ihr Studium an der Brandeis University und promovierte 1990 am MIT unter der Leitung von Silvio Micali.  Als Studentin gewann sie 1989 den Machtey Award für eine Arbeit über parallele Algorithmen, die sie zusammen mit ihrem Kommilitonen John Rompel auf dem Symposium on Foundations of Computer Science veröffentlichte.

## Karriere und Forschung
Nach Abschluss ihrer Promotion blieb Berger als Postdoc am MIT, wo sie 1992 Mitglied der Fakultät wurde. Ihre Forschungsarbeiten im Bereich der Bioinformatik wurden in Fachzeitschriften veröffentlicht, darunter Science und Journal of Algorithms.
Berger war Vizepräsidentin der International Society for Computational Biology (ISCB) und Vorsitzende des Lenkungsausschusses für RECOMB-Konferenzen über computergestützte Molekularbiologie.

## Preise und Auszeichnungen
- 1997: Margaret Oakley Dayhoff Award
- 1998: eingeladene Rednerin auf dem Internationalen Mathematikerkongress in Berlin (konnte aber nicht persönlich erscheinen)
- 1999: Aufnahme in die Liste der 100 wichtigsten Innovatoren von Technology Review
- 2003: Fellow der Association for Computing Machinery (ACM)[9]
- 2012: Mitglied der American Academy of Arts and Sciences
- 2012: Fellow der International Society for Computational Biology (ISCB)[10]
- 2015: Ehrendoktorwürde der École polytechnique fédérale de Lausanne (EPFL)[11]
- 2016: Aufnahme in das College of Fellows des American Institute for Medical and Biological Engineering (AIMBE)[12]
- 2019: Fellow der American Mathematical Society für Beiträge zur Computerbiologie, Bioinformatik, Algorithmen und für Mentoring
- stellvertretende Mitgliedschaft der Sektion Mathematik der American Association for the Advancement of Science (AAAS).
- 2019: Senior Scientist Award der International Society for Computational Biology (ISCB)
- 2020: Lecture Award der AWM-SIAM Sonia Kovalevsky[13]
- 2020: Aufnahme in die National Academy of Sciences[14]
- 2022: Fellowship der Society for Industrial and Applied Mathematics für Pionierarbeit in der computergestützten Molekularbiologie, einschließlich vergleichender und komprimierender Genomik, Netzwerkinferenz, genomischer Privatsphäre und Proteinstrukturvorhersage[15]